# Sayonara Zetsubō Sensei
Sayonara Zetsubō Sensei (さよなら 絶望先生) là một tựa manga thực hiện bởi Kumeta Kōji và đăng trên tạp chí Weekly Shōnen Magazine. Cốt truyện xoay quanh một thầy giáo trẻ chán đời người luôn luôn nhìn thấy mặt bi quan của cuộc sống và luôn diễn giải nó theo hướng tiêu cực nhất có thể nhưng rất logic, anh đã nhận dạy một lớp mà trong đó tập hợp rất nhiều học sinh có nhiều vấn đề khác nhau của cuộc sống cũng như có những tính cách khác người, tuy nhiên anh lại là người được nhiều nữ sinh chú ý nhất. Đây là truyện châm biếm các mặt và các sự kiện diễn ra trong cuộc sống. Loạt manga này là loạt thứ 31 mà Kodansha Manga Award đăng trong nhánh Shōnen của mình.
Nó đã bắt đầu chuyển thể thành anime và phát sóng tại Nhật Bản từ năm 2007. Bộ anime đầu tiên có cùng tên gồm 12 tập đã phát sóng trên kếnh TV Kanagawa tại Nhật Bản từ ngày 07 tháng 7 đếng ngày 23 tháng 9 năm 2007. Bộ anime thứ hai có tựa Zoku Sayonara Zetsubou Sensei gồm 13 tập đã phát sóng từ ngày 05 tháng 1 đến ngày 29 tháng 3 năm 2008. Một OVA gồm 3 tập mang tựa Goku Sayonara Zetsubō Sensei sau đó đã được phát hành trong DVD từ ngày 17 tháng 10 năm 2008 đến ngày 17 tháng 2 năm 2009. Bộ anime thứ ba mang cũng có 13 tập tên Zan Sayonara Zetsubō Sensei đã được thực hiện và phát sóng từ ngày 04 tháng 7 đến ngày 26 tháng 9 năm 2009. Một OVA gồm 2 tập mang tên Zan Sayonara Zetsubō Sensei Bangaichi sau đó đã được phát hành trong DVD 17 tháng 11 năm 2009 đến ngày 17 tháng 2 năm 2010.

## Tổng quan

### Nhân vật

#### Chính
Itoshiki Nozomu (糸色望, いとしき のぞむ)
Lồng tiếng bởi: Kamiya Hiroshi

##### Nữ sinh
Fuura Kafuka (風浦可符香, ふうら かふか)
Lồng tiếng bởi: Nonaka Ai
Sekiutsu Maria Tarō (関内・マリア・太郎, せきうつ まりあ たろう)
Lồng tiếng bởi: Sawashiro Miyuki
Ōkusa Manami (大草麻菜実, おおくさ まなみ)
Lồng tiếng bởi: Inoue Kikuko
Ōra Kanako (大浦可奈子, おおら かなこ)
Lồng tiếng bởi: Sanada Asami (7 tập đầu bộ anime thứ 2), Takagaki Ayahi (bộ anime thứ 3)
Otonashi Meru (音無芽留, おとなし める)
Lồng tiếng bởi: Saitō Chiwa
Kaga Ai (加賀愛, かが あい)
Lồng tiếng bởi: Gotō Saori
Kitsu Chiri (木津千里, きつ ちり)
Lồng tiếng bởi: Inoue Marina
Kimura Kaere (木村カエレ, きむら カエレ)
Lồng tiếng bởi: Kobayashi Yū
Kobushi Abiru (小節あびる, こぶし あびる)
Lồng tiếng bởi: Gotō Yūko
Komori Kiri (小森霧, こもり きり)
Lồng tiếng bởi: Tanii Asuka
Tsunetsuki Matoi (常月まとい, つねつき まとい)
Lồng tiếng bởi: Sanada Asami
Nezu Miko (根津美子, ねづ みこ)
Lồng tiếng bởi: Neya Michiko
Hitō Nami (日塔奈美, ひとう なみ)
Lồng tiếng bởi: Shintani Ryōko
Fujiyoshi Harumi (藤吉晴美, ふじよし はるみ)
Lồng tiếng bởi: Matsuki Miyu
Marui Madoka (丸井円, まるい まどか)
Lồng tiếng bởi: Sanada Asami
Maruuchi Shōko (丸内翔子, まるうち しょうこ)
Lồng tiếng bởi: Horie Yui
Mitama Mayo (三珠真夜, みたま まよ)
Lồng tiếng bởi: Tanii Asuka
Itoshiki Rin (糸色倫, いとしき りん)
Lồng tiếng bởi: Yajima Akiko
Kotonon (ことのん)
Lồng tiếng bởi: Sawashiro Miyuki

##### Nam sinh
Aoyama (青山, あおやま)
Lồng tiếng bởi: Sugita Tomokazu
Usui Kagerō (臼井影郎, うすい かげろう)
Lồng tiếng bởi: Ueda Yōji
Kino Kuniya (木野国也, きの くにや)
Lồng tiếng bởi: Terashima Takuma
Kudō Jun (久藤准, くどう じゅん)
Lồng tiếng bởi: Mizushima Takahiro
Haga (芳賀, はが)
Lồng tiếng bởi: Mizushima Takahiro
Hokuō (北欧, ほくおう)
Lồng tiếng bởi: Mizushima Takahiro
Amakudari-sama (天下り様)

#### Trong trường

##### Giáo viên
Arai Chie (新井智恵, あらい ちえ)
Lồng tiếng bởi: Yajima Akiko
Jinroku (甚六, じんろく)
Lồng tiếng bởi: Ueda Yōji

##### Học sinh khác
Manseibashi Wataru (万世橋わたる, まんせいばし わたる)
Lồng tiếng bởi: Ueda Yōji
Sankaku, Seihō (三角、正方, さんかく, せいほう)
Moto-Sekiutsu Tarō (元・関内太郎, せきうつ たろう)
Lồng tiếng bởi: Mizushima Takahiro
Taishou Guy (対象GUY, たいしょうがい)
Suzuki (鈴木, すずき)/ Suzuki Sonokō (鈴木その公, すずき そのこう)
Lồng tiếng bởi: Mizushima Takahiro
Tanaka Ichirō (田中一郎, たなか いちろう)
Lồng tiếng bởi: Mizushima Takahiro
Honoi Shun (本能井駿, ほのい しゅん)
Matarou no Yuujin no Shoujo (マ太郎の友人の少女)
Lồng tiếng bởi: Asumi Kana
Tonari no Kōsha no Ichinensei (隣の校舎の一年生)
Lồng tiếng bởi: Nonaka Ai

#### Gia tộc Itoshiki
Itoshiki Hiroshi (糸色大, いとしき ひろし)
Lồng tiếng bởi: Miyamoto Junnosuke
Itoshiki Tae (糸色妙, いとしき たえ)
Itoshiki Enishi (糸色縁, いとしき えにし)
Itoshiki Kei (糸色景, いとしき けい)
Lồng tiếng bởi: Koyasu Takehito
Itoshiki Mikoto (糸色命, いとしき みこと)
Lồng tiếng bởi: Kamiya Hiroshi
Itoshiki Majiru (糸色交, いとしき まじる)
Lồng tiếng bởi: Yajima Akiko
Tokita (時田, ときた)
Lồng tiếng bởi: Ueda Yōji

#### Khác
Perry (ペリー)
Lồng tiếng bởi: Nomura Kenji
Fuyu Shogun (冬将軍)
Lồng tiếng bởi: Tachiki Fumihiko
Itoshiki Chiru (糸色チル, いとしき チル)
Rikuru Uko (陸瑠羽子, りく るうこ)
Kuji Hajime (久慈一, くじ はじめ)
Gojiki Taku (護敷卓, ごじき たく)
Tanaka Yōko (田中陽子, たなか ようこ)
Golden Ginza Shōtengai(ゴールデン銀座商店街)
AKaBane84 (アカバネエイティフォー)

##### Người quen của Nozomu
Ikkyū (一旧, いっきゅう)
Lồng tiếng bởi: Sugita Tomokazu
Otonari (尾吐菜梨, おと なり)
Lồng tiếng bởi: Nonaka Ai
Lee Nakanao (リー・仲直)
Lồng tiếng bởi: Terashima Takuma

##### Gia đình và người quen của học sinh
Takashi (たかし)
Lồng tiếng bởi: Mizushima Takahiro
Kobushi Abiru no Chichioya (小節あびるの父親)
Lồng tiếng bởi: Nakamura Yūichi
Otonashi Meru no Chichioya (音無芽留の父親)
Lồng tiếng bởi: Mugihito
Usui Taiki (臼井たいき, うすい たいき)
Lồng tiếng bởi: Ueda Yōji
Kitsu Tane (木津多祢, きつ たね)
Lồng tiếng bởi: Shiraishi Ryōko

##### Liên quan đến tác giả
Mangaka (漫画家, まんがか)
Lồng tiếng bởi: Kamiya Hiroshi
Hisamoto Yasushi (久本康, ひさもと やすし)
Komeda Osamu (と米田治, こめだ おさむ)
Maeda-kun (前田君, まえだくん)
Lồng tiếng bởi: MAEDAX (bộ anime đầu), MAEDAX G (bộ anime hai), MAEDAX R (bộ anime ba) (tất cả là Maeda-kun)
Motoashi・Hata-kun・(元アシ・畑君（はたくん）・火田)
Lồng tiếng bởi: Hata Kenjirō

##### Nhân vật thật
Inoue Kikuko (井上喜久子, いのうえ きくこ)
Lồng tiếng bởi: Inoue Kikuko
Ōtsuki Kenji (大槻ケンヂ, おおつき ケンヂ)
Lồng tiếng bởi: Ōtsuki Kenji
Hatsune Miku (初音ミク, はつね ミク)
Lồng tiếng bởi: Fujita Saki
Sakurai Joshi (櫻井よしこ, さくらい よしこ)
Lồng tiếng bởi: Kobayashi Yū
Asō Tarō (麻生 太郎, あそう たろう)
Lồng tiếng bởi: Ueda Yōji
Abe Shinzō (安倍晋三, あべ しんぞう)
Lồng tiếng bởi: Ueda Yōji

##### Nhân vật phụ họa
Uro-pen (うろペン)
Kōnotori (コウノトリ)
Bōinu (棒犬)
Kuroi Namida (黒い涙, くろいなみだ)
Kami Seal (神シール)
AAA
Kiyohiko (きよ彦, きよひこ)
Lồng tiếng bởi: Mizushima Takahiro
Nyan Nyan (娘々, ニャンニャン)
Lồng tiếng bởi: Yajima Akiko
Tokita (時田, ときた)
Lồng tiếng bởi: Ueda Yōji

## Truyền thông

### Manga
Loạt manga vẽ bởi Kumeta Kōji và được đăng lần đầu tiên trên tạp chí chuyên về truyện tranh Weekly Shōnen Magazine xuất bản bởi Kodansha từ ngày 27 tháng 4 năm 2005 đến ngày 13 tháng 6 năm 2012. Kodansha sau đó đã tập hợp các chương lại và phát hành thành 30 tankōbon. Phiên bản tiếng Anh của loạt manga này được đăng ký bản quyền bởi Del Rey Manga để tiến hành xuất bản tại thị trường Bắc Mỹ nhưng sau đó đã chuyển lại cho Kodansha Comics. Pika Édition thì đăng ký bàng quyền tại Pháp, Haksanpub tại Hàn Quốc, Vibulkij Comics tại Thái Lan và Tong Li Publishing thì đăng ký tại Đài Loan.

### Anime
Sayonara Zetsubō Sensei đã được phát sóng tại Nhật Bản từ ngày 07 tháng 7 đến ngày 23 tháng 9 năm 2007 trên kếnh TV Kanagawa với 12 tập. Nó được thực hiện bởi Shaft và đạo diễn bởi Shinbo Akiyuki cốt truyện thường tập trung chủ yếu vào một số khu vực dân cư và thường xuất hiện các suy nghĩ trên bản đen trong lớp hay bên ngoài cùng các cảnh vật gây cười khác nhau xuất hiện trong cảnh nền khi câu chuyện đang diễn ra (khá giống với phong cac trong các bộ anime như Pani Poni Dash! hay Negima!?). Việc chuyển thể thành anime có thể xem là một sự kiện cho chính Kumeta Kōji vì từ trước đó chưa có một loạt manga nào của ông được chuyển thể thành anime. Loạt manga khác của Kumeta là Katte ni Kaizō cũng từng được lên kế hoạch sẽ chuyển thể thành anime nhưng kế hoạch đã bị hủy. Mỗi tập khi kết thúc đều có một hình tĩnh do chính tay tác giả của loạt manga vẽ. Và theo cách nào đó anime diễn tả cốt truyện sinh động và hay hơn manga cũng như sự xuất hiện của tác giả trong một số cảnh của anime. Media Blasters đã đăng ký bản quyền phát hành của bộ anime này và đã phát hành đĩa DVD đầu tiên vào tháng 5 năm 2010.
Một tập dài 50 phút có tựa Sayonara Zetsubō Sensei Jō: Zetsubō Shōjo Senshū (さよなら絶望先生 序〜絶望少女撰集) được phát hành vào ngày 01 tháng 1 năm 2008 với phiên bản DVD. Tập này gồm bảy phần với mỗi phần tập trung giới thiệu một nhân vật nữ chính trong bộ anime. Phiên bản phát sóng chỉ có 20 phút đã được phát sóng trên kênh BS11 Digital tại Nhật Bản vào ngày 04 tháng 1 năm 2008.
Bộ anime thứ hai có tựa Zoku Sayonara Zetsubō Sensei (俗・さよなら絶望先生) đã được thực hiện và phát sóng tại Nhật Bản từ ngày 05 tháng 1 năm 2008 đến ngày 29 tháng 3 năm 2008 với 13 tập có phong cách giống như bộ anime đầu.
Một bộ OVA được thực hiện sau bộ anime thứ hai Goku Sayonara Zetsubō Sensei (獄・さよなら絶望先生) và đã phát hành trong DVD. Đĩa DVD đầu tiên phát hành dưới dạng phiên bản giới hạn đính kèm với tập 15 của loạt manga trong chương trình tặng OAD của Kodansha. Đĩa DVD thứ hai phát hành vào ngày 17 tháng 10 năm 2008. Đĩa DVD thứ ba phát hành cũng dưới dạng phiên bản giới hạn đính kèm với tập 16 của loạt manga vào ngày 17 tháng 2 năm 2009.
Bộ anime thứ ba mang tựa Zan Sayonara Zetsubō Sensei (懺・さよなら 絶望先生) bắt đầu phát sóng tại Nhật Bản từ ngày 04 tháng 7 đến ngày 26 tháng 9 năm 2009.
Bộ OVA thực hiện sau bộ anime thứ ba có tựa Zan Sayonara Zetsubō Sensei Bangaichi (懺・さよなら 絶望先生 番外地) được phát hành trong DVD. Đĩa DVD đầu tiên được bán đính kèm với tập manga thứ 19 và sau đó phát hành vào ngày 17 tháng 11 năm 2009. Đĩa DVD thứ hai phát hành và ngày 17 tháng 2 năm 2010.
Một tập đặc biệt cũng được thực hiện để đính kèm với bộ ba bộ hộp BD của cả ba bộ anime phát hành vào ngày 31 tháng 1 năm 2012.

### Âm nhạc
Hito to Shite Jiku ga Burete Iru (人として軸がぶれている) là bài hát mở đầu thứ nhất của bộ anime đầu được soạn bởi Ohtsuki Kenji với sự trình bày của Nonaka Ai, Inoue Marina, Kobayashi Yū, Sawashiro Miyuki và Shintani Ryōko. Bài hát mở đầu thứ hai mang tựa Gouin ni My Yeah~ (強引niマイYeah～), đĩa đơn chứa hai bài đã phát hành tại Nhật Bản bởi King Records vào ngày 22 tháng 8 năm 2007. Zessei Bijin (絶世美人) là bài hát kết thúc của bộ anime đầu được trình bày bởi Nonaka Ai, Inoue Marina, Kobayashi Yū và Shintani Ryōko, đĩa đơn chứa bài hát đã phát hành vào ngày 26 tháng 9 năm 2007 cũng bởi King Records.
Album tập hợp các bản nhạc trong anime Sayonara Zetsubō Sensei đã được phát hành lần đầu tiên vào ngày 24 tháng 10 năm 2007 bởi King Records. Đĩa nhạc này chứa tất cả các bài nhạc sử dụng trong bộ anime thứ nhất, các bài nhạc này được sáng tác bởi Hasegawa Tomoki, nó còn có các bài hát mở đầu và kết thúc. Đĩa chứa các bài hát do các nhân vật trong Sayonara Zetsubō Sensei trình bày đã được phát hành lần đầu tiên tại Nhật Bản vào ngày 21 tháng 11 năm 2007 cũng bởi King Records. Đĩa này chứa tất cả các bài hát do các nhân vật chính trong bộ anime đầu trình bày.
| Hito to Shite Jiku ga Burete Iru (人として軸がぶれている) | Hito to Shite Jiku ga Burete Iru (人として軸がぶれている)                       | Hito to Shite Jiku ga Burete Iru (人として軸がぶれている) |
| STT                                                       | Nhan đề                                                                         | Thời lượng                                                |
| --------------------------------------------------------- | ------------------------------------------------------------------------------- | --------------------------------------------------------- |
| 1.                                                        | "Hito to Shite Jiku ga Burete Iru (人として軸がぶれている)"                     | 3:27                                                      |
| 2.                                                        | "Gouin ni My Yeah~ (強引niマイYeah～)"                                          | 3:55                                                      |
| 3.                                                        | "Hito to Shite Jiku ga Burete Iru (uta nashi) (人として軸がぶれている(歌無し))" | 3:27                                                      |
| 4.                                                        | "Gouin ni My Yeah~ (uta nashi) (強引niマイYeah～(歌無し))"                      | 3:55                                                      |
| Tổng thời lượng:                                          | Tổng thời lượng:                                                                | 14:44                                                     |

| Zessei Bijin (絶世美人) | Zessei Bijin (絶世美人)                          | Zessei Bijin (絶世美人) |
| STT                     | Nhan đề                                          | Thời lượng              |
| ----------------------- | ------------------------------------------------ | ----------------------- |
| 1.                      | "Zessei Bijin (絶世美人)"                        | 3:42                    |
| 2.                      | "Kagerou (かげろう)"                             | 3:39                    |
| 3.                      | "Zessei Bijin (uta nashi) (絶世美人 (歌無し))"   | 3:42                    |
| 4.                      | "Kagerou (kafuka nashi) (かげろう (可符香無し))" | 3:37                    |
| Tổng thời lượng:        | Tổng thời lượng:                                 | 14:40                   |

| Sayonara Zetsubou Sensei Original・Soundtrack (さよなら絶望先生 オリジナル・サウンドトラック) | Sayonara Zetsubou Sensei Original・Soundtrack (さよなら絶望先生 オリジナル・サウンドトラック) | Sayonara Zetsubou Sensei Original・Soundtrack (さよなら絶望先生 オリジナル・サウンドトラック) |
| STT                                                                                           | Nhan đề                                                                                       | Thời lượng                                                                                    |
| --------------------------------------------------------------------------------------------- | --------------------------------------------------------------------------------------------- | --------------------------------------------------------------------------------------------- |
| 1.                                                                                            | "Main Title (メインタイトル)"                                                                 | 2:39                                                                                          |
| 2.                                                                                            | "Momoiro Kakarichou (桃色係長)"                                                               | 1:59                                                                                          |
| 3.                                                                                            | "Itoshiki Nozomu (糸色望)"                                                                    | 1:55                                                                                          |
| 4.                                                                                            | "Haru, Mankai no Sakura no Shita de (春、満開の桜の下で)"                                     | 1:28                                                                                          |
| 5.                                                                                            | "Momoiro Gabriel (桃色ガブリエル)"                                                            | 1:29                                                                                          |
| 6.                                                                                            | "Fuura Kafuka (風浦可符香)"                                                                   | 3:18                                                                                          |
| 7.                                                                                            | "Positive Thinking (ポジティブシンキング)"                                                    | 1:57                                                                                          |
| 8.                                                                                            | "Pororokka-sei no Haru (ポロロッカ星の春)"                                                    | 1:40                                                                                          |
| 9.                                                                                            | "Atatakai Hizashi no Naka de (暖かい陽射しの中で)"                                            | 1:51                                                                                          |
| 10.                                                                                           | "Haikei, Zetsubou Sensei (拝啓、絶望先生)"                                                    | 2:11                                                                                          |
| 11.                                                                                           | "Zetsubou Sentai (絶望戦隊)"                                                                  | 1:06                                                                                          |
| 12.                                                                                           | "Hiji ni mo Makezu, Hiza ni mo Makezu (ヒジニモマケズ、ヒザニモマケズ)"                       | 1:27                                                                                          |
| 13.                                                                                           | "Zetsubou no Carnival (絶望のカーニバル)"                                                     | 1:46                                                                                          |
| 14.                                                                                           | "Binbou na Hibi (貧乏な日々)"                                                                 | 1:58                                                                                          |
| 15.                                                                                           | "Shukumeiteki Hikagemono (宿命的日陰者)"                                                      | 2:14                                                                                          |
| 16.                                                                                           | "Daitokai ni Zetsuboushita! (大都会に絶望した!)"                                              | 2:20                                                                                          |
| 17.                                                                                           | "Barizougon (罵詈雑言)"                                                                       | 1:56                                                                                          |
| 18.                                                                                           | "Skimming no Kyoufu (スキミングの恐怖)"                                                       | 1:18                                                                                          |
| 19.                                                                                           | "Yotsuyu ni Magirete Gosunkugi (夜露にまぎれて五寸釘)"                                        | 2:04                                                                                          |
| 20.                                                                                           | "Hyakume Rousoku to Katashiro Ningyou (百目蝋燭と形代人形)"                                   | 2:39                                                                                          |
| 21.                                                                                           | "Stalker Juzutsunagi (ストーカー数珠つなぎ)"                                                  | 1:37                                                                                          |
| 22.                                                                                           | "Merumeru, Merumeru (メルメル、メルメル)"                                                     | 2:01                                                                                          |
| 23.                                                                                           | "Uttaeru wayo! (ウッタエルワヨ!)"                                                             | 1:56                                                                                          |
| 24.                                                                                           | "Zetsubou no Dubmix (絶望のダブミックス)"                                                     | 1:49                                                                                          |
| 25.                                                                                           | "Tora no Ori no Naka de (虎の檻の中で)"                                                       | 2:35                                                                                          |
| 26.                                                                                           | "Zetsubou no Epitaph (絶望のエピタフ)"                                                        | 2:22                                                                                          |
| 27.                                                                                           | "Stalker Boogie (ストーカーブギ)"                                                             | 1:32                                                                                          |
| 28.                                                                                           | "Shippo Shuushuu no Tango (尻尾収集のタンゴ)"                                                 | 2:12                                                                                          |
| 29.                                                                                           | "Madobe no Shoujo (窓辺の少女)"                                                               | 1:27                                                                                          |
| 30.                                                                                           | "Boukyou no Guitar (望郷のギター)"                                                            | 2:02                                                                                          |
| 31.                                                                                           | "Kikoku Shijo (帰国子女)"                                                                     | 2:06                                                                                          |
| 32.                                                                                           | "Hito to Shite Jiku ga Bureteiru (TV SIZE) (人として軸がぶれている(テレビサイズ))"            | 1:32                                                                                          |
| 33.                                                                                           | "Zessei Bijin (TV SIZE) (絶世美人(テレビサイズ))"                                             | 1:33                                                                                          |
| 34.                                                                                           | "Gouin ni My Yeah (TV SIZE) (強引 ni マイ Yeah~ (テレビサイズ))"                              | 1:32                                                                                          |
| Tổng thời lượng:                                                                              | Tổng thời lượng:                                                                              | 1:05:31                                                                                       |

| TV Anime Sayonara Zetsubo Sensei Character Song Album Zetsubo Kayo dai Zenshu (TVアニメ さよなら絶望先生 キャラクターソングアルバム 絶望歌謡大全集) | TV Anime Sayonara Zetsubo Sensei Character Song Album Zetsubo Kayo dai Zenshu (TVアニメ さよなら絶望先生 キャラクターソングアルバム 絶望歌謡大全集) | TV Anime Sayonara Zetsubo Sensei Character Song Album Zetsubo Kayo dai Zenshu (TVアニメ さよなら絶望先生 キャラクターソングアルバム 絶望歌謡大全集) |
| STT | Nhan đề | Thời lượng |
| --- | --- | --- |
| 1. | "Kami-sama to no Yakusoku (神様との約束)" | 2:28 |
| 2. | "Bara no Hitsugi (薔薇の棺)" | 5:03 |
| 3. | "Kagerou (Nenchakushitsu Baizou) (かげろう(粘着質倍増))"                                                                                            | 3:38 |
| 4. | "Shujinkou (主人公)" | 3:45 |
| 5. | "MISS UNIVERSE(S)" | 3:16 |
| 6. | "fetish" | 3:35 |
| 7. | "Zessei Bijin (Oironaoshi Mode) (絶世美人(お色直しモード))"                                                                                         | 3:54 |
| 8. | "Dead・Line Dance, Death (デッド・ラインダンス、デス)"                                                                                              | 3:52 |
| 9. | "Zesshou (Tokubetsu Shūroku) (絶唱(特別収録))" | 1:35 |
| 10. | "Gogogo・Beauty (ゴゴゴ・ビューティー)" | 7:47 |
| Tổng thời lượng: | Tổng thời lượng: | 38:53 |

Kuusou Rumba (空想ルンバ) là bài hát mở đầu thứ nhất của bộ anime thứ hai được soạn lời bởi Ohtsuki Kenji với sự trình bày của Nonaka Ai, Inoue Marina, Kobayashi Yū, Sawashiro Miyuki và Shintani Ryōko. Koiji Romanesque (恋路ロマネスク) là bài hát kết thúc đầu của bộ anime thứ hai. Cả hai bài hát đã được phát hành lần đầu tiên vào ngày 23 tháng 1 năm 2008 bởi King Records. Bài hát kết thúc thứ hai là bài Marionette (マリオネット) được soạn bởi Rolly Teranishi và trình bày bởi Tanii Asuka, Sanada Asami, Goto Yuko và Matsuki Miyu. Nó đã được phát hành lần dầu tiên vào ngày 26 tháng 2 năm 2008 cũng bởi King Records.
Đĩa tập hợp các bản nhạc trong anime Zoku Sayonara Zetsubō Sensei đã được phát hành lần đầu tiên vào ngày 26 tháng 3 năm 2008 bởi King Records. Đĩa nhạc này chứa tất cả các bài nhạc sử dụng trong bộ anime thứ hai, các bài nhạc này được sáng tác bởi Hasegawa Tomoki, nó còn có các bài hát mở đầu và kết thúc. Album chứa tất cả các bài hát mở đầu và kết thúc của cả hai bộ anime cùng với vài bài hát mới của các nhân vật chính đã phát hành ngày 14 tháng 5 năm 2008 bởi King Records. 
| Kuusou Rumba (空想ルンバ) | Kuusou Rumba (空想ルンバ)                               | Kuusou Rumba (空想ルンバ) |
| STT                       | Nhan đề                                                 | Thời lượng                |
| ------------------------- | ------------------------------------------------------- | ------------------------- |
| 1.                        | "Kuusou Rumba (空想ルンバ)"                             | 4:55                      |
| 2.                        | "Koiji Romanesque (恋路ロマネスク)"                     | 4:20                      |
| 3.                        | "Kuusou Rumba (uta nashi) (空想ルンバ(歌無し))"         | 4:55                      |
| 4.                        | "Koiji Romanesque (uta nashi) (恋路ロマネスク(歌無し))" | 4:20                      |
| Tổng thời lượng:          | Tổng thời lượng:                                        | 18:30                     |

| Marionette (マリオネット) | Marionette (マリオネット)                       | Marionette (マリオネット) |
| STT                       | Nhan đề                                         | Thời lượng                |
| ------------------------- | ----------------------------------------------- | ------------------------- |
| 1.                        | "Marionette (マリオネット)"                     | 3:29                      |
| 2.                        | "Omamori (オマモリ)"                            | 4:42                      |
| 3.                        | "Marionette (uta nashi) (マリオネット(歌無し))" | 3:28                      |
| 4.                        | "Omamori (uta nashi) (オマモリ(歌無し))"        | 4:40                      |
| Tổng thời lượng:          | Tổng thời lượng:                                | 16:19                     |

| Zoku・Sayonara Zetsubou Sensei Original Soundtrack "Zoku Zetsubou Gekiban Senshuu" (俗・さよなら絶望先生 オリジナルサウンドトラック『俗・絶望劇伴撰集』) | Zoku・Sayonara Zetsubou Sensei Original Soundtrack "Zoku Zetsubou Gekiban Senshuu" (俗・さよなら絶望先生 オリジナルサウンドトラック『俗・絶望劇伴撰集』) | Zoku・Sayonara Zetsubou Sensei Original Soundtrack "Zoku Zetsubou Gekiban Senshuu" (俗・さよなら絶望先生 オリジナルサウンドトラック『俗・絶望劇伴撰集』) |
| STT | Nhan đề | Thời lượng |
| --- | --- | --- |
| 1. | "Zoku・Main Theme (俗・メインテーマ)" | 2:50 |
| 2. | "Zetsubou no Minuet (絶望のメヌエット)" | 1:40 |
| 3. | "Zoku・Main Theme Kashou Hen (俗・メインテーマ 歌唱篇)"                                                                                                  | 2:51 |
| 4. | "Butoukai Zetsubou Hen (舞踏会絶望篇)" | 1:19 |
| 5. | "Kikyuu Ryokou (気球旅行)" | 2:25 |
| 6. | "Pizzicato no Butoukai (ピチカートの舞踏会)" | 1:18 |
| 7. | "Zetsubou no Menuet Violin Hen (絶望のメヌエット ヴァイオリン篇)"                                                                                        | 1:42 |
| 8. | "Koukaon Sono Ichi (効果音其の壱)" | 0:12 |
| 9. | "Hato Pippi (鳩ピッピ)" | 1:46 |
| 10. | "Hato Pippi Harmonica Hen (鳩ピッピ ハーモニカ篇)" | 1:46 |
| 11. | "Houkago no Suisougaku (放課後の吹奏楽)" | 1:58 |
| 12. | "Kyoushuu no Recorder (郷愁のリコーダー)" | 2:20 |
| 13. | "Kyoushuu no Harmonica (郷愁のハーモニカ)" | 2:21 |
| 14. | "Zetsubou no Ska Beat (絶望のスカビート)" | 2:20 |
| 15. | "Zetsubou no Club-kei? (絶望のクラブ系？)" | 2:39 |
| 16. | "Zetsubou no Dread (絶望のドレッド)" | 2:47 |
| 17. | "Koukaon Sono ni (効果音其の弐)" | 0:16 |
| 18. | "Tondenhei no March (屯田兵のマーチ)" | 3:16 |
| 19. | "Hora! Horror? (ほらっ！ホラー？)" | 1:06 |
| 20. | "Zetsubou no Chinmoku (絶望の沈黙)" | 2:17 |
| 21. | "Zetsubouka no Ichizoku (絶望家の一族)" | 1:34 |
| 22. | "Shuuen e no Bolero (終焉へのボレロ)" | 3:01 |
| 23. | "Matenrou 25-ji (摩天楼25時)" | 1:58 |
| 24. | "Zoku・Main Theme Vocal Hen (俗・メインテーマ ヴォーカル篇)"                                                                                             | 2:20 |
| 25. | "Kanpeki Kantai no Uta (完璧艦隊の歌)" | 1:17 |
| 26. | "Zetsubou Sensei Ekaki Uta (絶望先生えかきうた)" | 0:46 |
| 27. | "Zetsubou Ondo (絶望音頭)" | 1:19 |
| 28. | "Traumerei (トロイメライ)" | 2:26 |
| 29. | "Kuusou Rumba (TV Size) (空想ルンバ（テレビサイズ）)" | 1:33 |
| 30. | "Koiji Romanesque (TV size) (恋路ロマネスク（テレビサイズ）)"                                                                                            | 1:34 |
| 31. | "Marionette (TV Size) (マリオネット（テレビサイズ）)" | 1:34 |
| 32. | "Omamori (TV Size) (オマモリ（テレビサイズ）)" | 1:32 |
| Tổng thời lượng: | Tổng thời lượng: | 1:00:03 |

| TV Anime Sayonara Zetsubo Sensei Series Uta mono Kessaku Senshu Zetsubo Daisakkai (TVアニメ さよなら絶望先生シリーズ 歌モノ傑作撰集 絶望大殺界) | TV Anime Sayonara Zetsubo Sensei Series Uta mono Kessaku Senshu Zetsubo Daisakkai (TVアニメ さよなら絶望先生シリーズ 歌モノ傑作撰集 絶望大殺界) | TV Anime Sayonara Zetsubo Sensei Series Uta mono Kessaku Senshu Zetsubo Daisakkai (TVアニメ さよなら絶望先生シリーズ 歌モノ傑作撰集 絶望大殺界) |
| STT | Nhan đề | Thời lượng |
| --- | --- | --- |
| 1. | "Hito toshite Jiku ga Bureteiru (人として軸がぶれている)"                                                                                       | 3:25 |
| 2. | "Goin ni My Yeah ~ (強引niマイYeah～)" | 3:54 |
| 3. | "Zesse Bijin (絶世美人)" | 3:39 |
| 4. | "Kagero (かげろう)" | 3:36 |
| 5. | "Dead・Line Dance, Death (デッド・ラインダンス、デス)"                                                                                          | 3:50 |
| 6. | "Zesshou (絶唱)" | 1:33 |
| 7. | "Kuusou Rumba (空想ルンバ)" | 4:51 |
| 8. | "Koiji Romanesque (恋路ロマネスク)" | 4:20 |
| 9. | "Marionette (マリオネット)" | 3:27 |
| 10. | "Omamori (オマモリ)" | 4:39 |
| 11. | "Lyricure Go! Go! (Shin roku) (リリキュア GO!GO! (新録))"                                                                                       | 3:24 |
| 12. | "Horep・poi (Shin roku) (ほれっ・ぽい (新録))"                                                                                                  | 3:57 |
| 13. | "Happy☆Nanchara (Shin roku) (はっぴぃ☆なんちゃら (新録))"                                                                                       | 3:48 |
| 14. | "Buta no Gohan (Shin roku) (豚のご飯 (新録))"                                                                                                   | 2:51 |
| Tổng thời lượng: | Tổng thời lượng: | 51:14 |

Ringo Mogire Beam! (林檎もぎれビーム!) là bài hát mở đầu cho bộ anime thứ ba được soạn bởi Ohtsuki Kenji và trình bày bởi Nonaka Ai, Inoue Marina, Kobayashi Yū, Sawashiro Miyuki và Shintani Ryōko. Nó đã được phát hành vào ngày 23 tháng 7 năm 2009. Bài hát kết thúc đầu của bộ anime thứ ba là Zetsubou Restaurant (絶望レストラン) được trình bày bởi Goto Yuko, Sanada Asami, Matsuki Miyu và Tanii Asuka, nó đã được phát hành vào ngày 05 tháng 8 năm 2009. Bài hát kết thúc thứ hai là bài Kurayami Shinjuu Soushisouai (暗闇心中相思相愛) được trình bày bởi Kamiya Hiroshi và được phát hành vào ngày 26 tháng 8 năm 2009. Tất cả các bài hát này đều được phát hành bởi King Records.
Album tập hợp các bản nhạc trong anime Zan Sayonara Zetsubō Sensei đã được phát hành lần đầu tiên vào ngày 21 tháng 10 năm 2009 bởi King Records. Đĩa nhạc này chứa tất cả các bài nhạc sử dụng trong bộ anime thứ ba, các bài nhạc này được sáng tác bởi Hasegawa Tomoki, nó còn có các bài hát mở đầu và kết thúc. Album chứa các bài hát do các nhân vật trong Zan Sayonara Zetsubō Sensei trình bày đã phát hành ngày 30 tháng 9 năm 2009 cũng bởi King Records.
| Ringo Mogire Beam! (林檎もぎれビーム!) | Ringo Mogire Beam! (林檎もぎれビーム!)                           | Ringo Mogire Beam! (林檎もぎれビーム!) |
| STT                                    | Nhan đề                                                          | Thời lượng                             |
| -------------------------------------- | ---------------------------------------------------------------- | -------------------------------------- |
| 1.                                     | "Ringo Mogire Beam! (林檎もぎれビーム!)"                         | 4:47                                   |
| 2.                                     | "Kimagure Akubi-chan (きまぐれあくびちゃん)"                     | 4:37                                   |
| 3.                                     | "Ringo Mogire Beam! (uta nashi) (林檎もぎれビーム!(歌無し))"     | 4:47                                   |
| 4.                                     | "Kimagure Akubi-chan (uta nashi) (きまぐれあくびちゃん(歌無し))" | 4:37                                   |
| Tổng thời lượng:                       | Tổng thời lượng:                                                 | 18:48                                  |

| Zetsubou Restaurant (絶望レストラン) | Zetsubou Restaurant (絶望レストラン)                        | Zetsubou Restaurant (絶望レストラン) |
| STT                                  | Nhan đề                                                     | Thời lượng                           |
| ------------------------------------ | ----------------------------------------------------------- | ------------------------------------ |
| 1.                                   | "Zetsubou Restaurant (絶望レストラン)"                      | 4:17                                 |
| 2.                                   | "Kingyo no Seppun (金魚の接吻)"                             | 4:10                                 |
| 3.                                   | "Zetsubou Restaurant (uta nashi) (絶望レストラン (歌無し))" | 4:17                                 |
| 4.                                   | "Kingyo no Seppun (uta nashi) (金魚の接吻 (歌無し))"        | 4:08                                 |
| Tổng thời lượng:                     | Tổng thời lượng:                                            | 16:52                                |

| Kurayami Shinjuu Soushisouai (暗闇心中相思相愛) | Kurayami Shinjuu Soushisouai (暗闇心中相思相愛)                        | Kurayami Shinjuu Soushisouai (暗闇心中相思相愛) |
| STT                                             | Nhan đề                                                                | Thời lượng                                      |
| ----------------------------------------------- | ---------------------------------------------------------------------- | ----------------------------------------------- |
| 1.                                              | "Kurayami Shinjuu Soushisouai (暗闇心中相思相愛)"                      | 4:03                                            |
| 2.                                              | "Private・Lesson (プライベイト・レッスン)"                             | 3:43                                            |
| 3.                                              | "Kurayami Shinjuu Soushisouai (uta nashi) (暗闇心中相思相愛 (歌無し))" | 4:03                                            |
| 4.                                              | "Private・Lesson (uta nashi) (プライベイト・レッスン (歌無し))"        | 3:40                                            |
| Tổng thời lượng:                                | Tổng thời lượng:                                                       | 15:29                                           |

| Zan Sayonara Zetsubou Sensei Original Soundtrack "Zan Zetsubou Gekiban Senshuu" (懺・さよなら絶望先生 オリジナルサウンドトラック 『懺・絶望劇判撰集』) | Zan Sayonara Zetsubou Sensei Original Soundtrack "Zan Zetsubou Gekiban Senshuu" (懺・さよなら絶望先生 オリジナルサウンドトラック 『懺・絶望劇判撰集』) | Zan Sayonara Zetsubou Sensei Original Soundtrack "Zan Zetsubou Gekiban Senshuu" (懺・さよなら絶望先生 オリジナルサウンドトラック 『懺・絶望劇判撰集』) |
| STT | Nhan đề | Thời lượng |
| --- | --- | --- |
| 1. | "Zan Sayonara Zetsubou Sensei Main Theme (懺・さよなら絶望先生メインテーマ)"                                                                           | 3:02 |
| 2. | "Main Theme (Kashou Hen) (メインテーマ (歌唱篇))" | 2:52 |
| 3. | "Zan Mankai no Sakura no Shita de (Sono Ichi) (懺・満開の桜の下で (其の壱))"                                                                           | 2:46 |
| 4. | "Zan Mankai no Sakura no Shita de (Sono Ni) (懺・満開の桜の下で (其の弐))"                                                                             | 2:47 |
| 5. | "Hirusagari no Osanpo (昼下がりのお散歩)" | 1:29 |
| 6. | "Okaimono! (お買い物!)" | 1:44 |
| 7. | "Umibe nite (Dance Hen) (海辺にて (ダンス篇))" | 1:34 |
| 8. | "Umibe nite (Hawaii Hen) (海辺にて (ハワイ篇))" | 2:22 |
| 9. | "Hageshii Hiodori (Tahiti Hen) (激しい火踊り (タヒチ篇))"                                                                                              | 1:33 |
| 10. | "Omatsuri (Sono Ichi) (お祭り (其の壱))" | 1:23 |
| 11. | "Omatsuri (Sono Ni) (お祭り (其の弐))" | 1:36 |
| 12. | "Sore wa Kimitsu (それはキミツ)" | 1:46 |
| 13. | "Taiikusai March (体育祭マーチ)" | 1:30 |
| 14. | "Boukensha (冒険者)" | 1:39 |
| 15. | "Konjou Nintai Doryoku (根性 忍耐 努力)" | 1:33 |
| 16. | "Sennyuu Chika Soshiki (潜入地下組織)" | 1:11 |
| 17. | "Kyoaku ni Tachimukae (巨悪に立ち向かえ)" | 1:21 |
| 18. | "Kimyou na Sekai e (奇妙な世界へ)" | 1:32 |
| 19. | "Ultra Z (ウルトラZ)" | 1:25 |
| 20. | "Piano Sonata Dai-1-Ban (ピアノソナタ第1番)" | 1:33 |
| 21. | "Piano Minuet (ピアノメヌエット)" | 1:33 |
| 22. | "Piano Chouzetsu Gikou Renshuukyoku (ピアノ超絶技巧練習曲)"                                                                                            | 1:42 |
| 23. | "Traumerei (トロイメライ)" | 3:08 |
| 24. | "Tango to Watashi (タンゴと私)" | 1:53 |
| 25. | "Gekkou no Anata (月光のアナタ)" | 2:21 |
| 26. | "Main Theme (Piano Solo) (メインテーマ (ピアノソロ))"                                                                                                  | 3:02 |
| 27. | "Zan Mankai no Sakura no Shita de (Sono San) (懺・満開の桜の下で (其の三))"                                                                            | 2:28 |
| 28. | "Shiranai Machi e (Guitar Hen) (知らない街へ (ギター篇))"                                                                                              | 2:12 |
| 29. | "Shiranai Machi e (Shakuhachi Hen) (知らない街へ (尺八篇))"                                                                                            | 2:11 |
| 30. | "Cyber Toshi e (サイバー都市へ)" | 1:52 |
| 31. | "Ringo Mogire Beam! (TV Size) (林檎もぎれビーム! (テレビサイズ))"                                                                                      | 1:31 |
| 32. | "Zetsubou Restaurant (TV Size) (絶望レストラン (テレビサイズ))"                                                                                        | 1:32 |
| 33. | "Kurayami Shinjuu Soushisouai (TV Size) (暗闇心中相思相愛 (テレビサイズ))"                                                                             | 1:31 |
| 34. | "Private・Lesson (TV Size) (プライベイト・レッスン (テレビサイズ))"                                                                                    | 1:31 |
| Tổng thời lượng: | Tổng thời lượng: | 1:05:05 |

| Zan Sayonara Zetsubou Sensei Character Song Album Zetsubou Kayou Daizensyu II (懺・さよなら絶望先生 キャラクターソングアルバム 絶望歌謡大全集2) | Zan Sayonara Zetsubou Sensei Character Song Album Zetsubou Kayou Daizensyu II (懺・さよなら絶望先生 キャラクターソングアルバム 絶望歌謡大全集2) | Zan Sayonara Zetsubou Sensei Character Song Album Zetsubou Kayou Daizensyu II (懺・さよなら絶望先生 キャラクターソングアルバム 絶望歌謡大全集2) |
| STT | Nhan đề | Thời lượng |
| --- | --- | --- |
| 1. | "Piccolo (ピッコロ)" | 4:55 |
| 2. | "Koto ni Tatazumu Onna (古都に佇む女)" | 4:40 |
| 3. | "Kingyo no Seppun (金魚の接吻)" | 4:09 |
| 4. | "36.7℃ (Shujinkou Sono Ni) (36.7℃(主人公 その似))"                                                                                              | 4:00 |
| 5. | "Fragile・Girl (フラジール・ガール)" | 1:36 |
| 6. | "Hoshi no Kinka Yama (星の金貨山)" | 4:23 |
| 7. | "Kiri Tori Sen (キリトリ線)" | 3:51 |
| 8. | "Hane Pen no Mahou (羽根ペンの魔法)" | 3:38 |
| 9. | "Haikaburi no Shoujo (灰かぶりの少女)" | 3:19 |
| 10. | "Zetsubou Restaurant (Gokuaku no Hana-tachi) (絶望レストラン(極悪ノ華達))"                                                                      | 5:03 |
| 11. | "Misshitsu Rockers・Room (密室ロッカーズ・ルーム)"                                                                                              | 3:38 |
| Tổng thời lượng: | Tổng thời lượng: | 43:12 |

Ohtsuki Kenji đã thực hiện một album kỷ niệm 20 năm ngày ra mắt lần đầu của mình và phát hành vào ngày 10 tháng 12 năm 2008. Album có sự tham gia của các nhân vật nữ chính trình bày các bài hát với của đề của loạt anime này. Album có hai phiên bản giới hạn và bình thường, phiên bản giới hạn có đính kèm đĩa giới thiệu.
| Kakurenbo ka Onigokko yo (かくれんぼか 鬼ごっこよ) | Kakurenbo ka Onigokko yo (かくれんぼか 鬼ごっこよ)                                            | Kakurenbo ka Onigokko yo (かくれんぼか 鬼ごっこよ) |
| STT                                                | Nhan đề                                                                                       | Thời lượng                                         |
| -------------------------------------------------- | --------------------------------------------------------------------------------------------- | -------------------------------------------------- |
| 1.                                                 | "Intro - Ootsuki Kenji to Zetsubou Shoujo-tachi (Intro-大槻ケンヂと絶望少女達)"               | 2:35                                               |
| 2.                                                 | "NEET-zuri (ニート釣り)"                                                                      | 4:15                                               |
| 3.                                                 | "Kuusou Rumba Shoujo ga Chigau Ver (空想ルンバー少女が違うVER)"                               | 4:52                                               |
| 4.                                                 | "Wata Ippai no Aio! Zetsubou Shoujo-han (綿いっぱいの愛を! 絶望少女版)"                       | 4:16                                               |
| 5.                                                 | "Zetsubou Yuugi (絶望遊戯)"                                                                   | 5:16                                               |
| 6.                                                 | "Hikitsuri Picasso・Girigiri Pierrot (ヒキツリピカソ・ギリギリピエロ)"                        | 6:21                                               |
| 7.                                                 | "Mushinrosha ga Seiya ni (無神論者が聖夜に)"                                                  | 5:22                                               |
| 8.                                                 | "Ningyou-tachi (人形たち)"                                                                    | 5:44                                               |
| 9.                                                 | "Hito Toshite Jiku ga Bureteiru Shoujo ga Chigau Ver (人として軸がぶれているー少女が違うVER)" | 3:27                                               |
| 10.                                                | "Sayonara! Zetsubou-Sensei (さよなら! 絶望先生)"                                              | 4:49                                               |
| 11.                                                | "Oyasumi End (おやすみーEND)"                                                                 | 4:01                                               |
| 12.                                                | "Kuusou Rumba Rap <Tokubetsu Shūroku> (空想ルンバらっぷ ＜特別収録＞)"                        | 4:53                                               |
| Tổng thời lượng:                                   | Tổng thời lượng:                                                                              | 55:51                                              |

Kenji Ohtsuki cùng các nhân vật nữ cũng thực hiện một đĩa đơn chứa các bài hát do các nhân vật trình bày phát hành vào ngày 23 tháng 4 năm 2011 để đánh dấu việc phiên bản BD của loạt anime được phát hành.
| Moebius Kouya ~ Zetsubou Densetsu Episode 1 (メビウス荒野～絶望伝説エピソード1) | Moebius Kouya ~ Zetsubou Densetsu Episode 1 (メビウス荒野～絶望伝説エピソード1)                                | Moebius Kouya ~ Zetsubou Densetsu Episode 1 (メビウス荒野～絶望伝説エピソード1) |
| STT                                                                             | Nhan đề | Thời lượng                                                                      |
| ------------------------------------------------------------------------------- | --- | ------------------------------------------------------------------------------- |
| 1.                                                                              | "Moebius Kouya ~ Zetsubou Densetsu Episode 1 (メビウス荒野～絶望伝説エピソード1)"                              | 3:50                                                                            |
| 2.                                                                              | "Angura People Summer Holiday ~ 2011 Version (アングラピープル サマー ホリディ 〜2011版)"                      | 4:45                                                                            |
| 3.                                                                              | "Moebius Kouya ~ Zetsubou Densetsu Episode 1 (uta nashi) (メビウス荒野〜絶望伝説エピソード1 (歌無し))"         | 3:50                                                                            |
| 4.                                                                              | "Angura People Summer Holiday ~ 2011 Version (uta nashi) (アングラピープル サマー ホリディ 〜2011版 (歌無し))" | 4:45                                                                            |
| Tổng thời lượng:                                                                | Tổng thời lượng:                                                                                               | 17:10                                                                           |

### Internet radio
Một chương trình internet radio có tựa Sayonara Zetsubō Hōsō (さよなら絶望放送) được thực hiện bởi Frontier Works, tổ chức bởi Tahara Hirotaka và đạo diễn bởi Satō Futoshi bắt đầu được phát sóng ngày 28 tháng 8 năm 2007 trên kênh Animate TV. Hai người dẫn chương trình là Kamiya Hiroshi và Shintani Ryōko những người đã lồng tiếng cho nhân vật Itoshiki Nozomu và Hitō Nami trong anime. Mỗi chương trình đều được bắt đầu với một mẫu truyện ngắn giữa Nozomu và Nami, sau đó là mục trả lời thư về các chủ đề liên quan đến truyện. Đến chương trình số 160 đã trả lời tổng cộng hơn 137.000 lá thư được gửi đến.
Sáu chương trình đặc biệt đã được phát sóng. Chương trình đầu tiên phát sóng vào ngày 27 tháng 11 năm 2007 có tên Tokimeki Nāmin Night (ときめきナーミンナイト (TMNN)) được thực hiện như Shintani Ryōko là người dẫn chương trình duy nhất còn Kamiya Hiroshi là khách mời. Chương trình thứ hai mang tên Sayonara Zetsubō Hōsō Senshū: Nyo (さよなら絶望放送撰集・如) và ba mang tên Let's Lilycure Radio (Let's リリキュラジオ! (LLLR)) được phát sóng như chương trình kỷ niệm vào ngày 26 tháng 2 và ngày 27 tháng 5 năm 2008. Chương trình đặc biệt thứ tư mang tên Toki wo Kakeru Radio (時をかけるラジオ) đã được phát sóng vào ngày 24 tháng 11 năm 2008, chương trình thứ năm có tên Botsu: Sayonara Zetsubō Hōsō (没・さよなら絶望放送) phát sóng ngày 31 tháng 12 năm 2008 và chương trình thứ sáu mang tên The Kamiya Hiroshi Show (ザ・神谷浩史ショー (TKHS)) phát sóng ngày 15 tháng 4 năm 2009.
Một chương trình radio sự kiện đặc biệt tên Zoku Sayonara Zetsubō Hōsō: SZBH Kaizokuban (賊・さよなら絶望放送～SZBH海賊盤) đã được phát sóng ngày 18 tháng 3 năm 2008 với người dẫn chương trình là Kobayashi Yū người đã lồng tiếng cho nhân vật Kimura Kaere, cùng Ōtsuki Kenji và Narasaki như hai khách mời. Chương trình này sau d91 được phát hành trong đĩa DJCD thứ ba. Chương trình sự kiện đặc biệt thứ hai tên Kōkai Rokuon Event: Hibiya Kōen Dai-Ongakudō: Yaon (後悔録音イベント≪日比谷公園大音楽堂〜谷怨〜≫) đã được phát sóng ngày 24 tháng 3 năm 2009 với người dẫn chương trình là Nonaka Ai và Mizushima Takahiro, hai người đã lồng tiếng cho Fuura Kafuka và Kudō Jun. Chương trình này sau đó đã được phát hành trong đĩa DJCD thứ 9. 21 đĩa CD của chương trình radio đã được phát hành bởi King Records.